# Аугсбург (район)
Аугсбург (нім. Augsburg) — район в Німеччині, у складі округу Швабія федеральної землі Баварія. Адміністративний центр — місто Аугсбург, аке адміністративно до складу району не входить.

## Населення
Населення району становить 255 900 осіб (станом на 31 грудня 2020).

## Адміністративний поділ
Район складається з 6 міст (нім. Städte), 8 торговельних громад (нім. Märkte) та 32 громад (нім. Gemeinden):
| Міста 1. Бобінген (17628) 2. Герстгофен (22602) 3. Кенігсбрунн (28075) 4. Нойзес (22482) 5. Швабмюнхен (14335) 6. Штадтберген (15222) Торговельні громади 1. Бібербах (3518) 2. Вельден (3825) 3. Дідорф (10612) 4. Дінкельшербен (6477) 5. Майтінген (11961) 6. Тіргауптен (4087) 7. Фішах (4961) 8. Цусмарсгаузен (6420) Об'єднання громад 1. Вельден (торговельна громада Вельден та громади Бонштеттен, Емерзаккер та Геретсрід) 2. Гессертсгаузен (громади Гессертсгаузен та Устерсбах) 3. Гросайтінген (громади Гросайтінген, Кляйнайтінген та Обероттмарсгаузен) 4. Лангеррінген (громади Гільтенфінген та Лангеррінген) 5. Лехфельд (громади Клостерлехфельд та Унтермайтінген) 6. Нордендорф (громади Алльманнсгофен, Егінген, Елльгау, Кюленталь, Нордендорф та Вестендорф) 7. Штауден (громади Лангеннойфнах, Мікгаузен, Міттельнойфнах, Шерштеттен та Валькертсгофен) | Громади 1. Адельсрід (2414) 2. Айштеттен (3016) 3. Альтенмюнстер (4275) 4. Алльманнсгофен (959) 5. Бонштеттен (1530) 6. Валькертсгофен (1118) 7. Верінген (2957) 8. Вестендорф (1688) 9. Габлінген (4708) 10. Геретсрід (1005) 11. Гессертсгаузен (4432) 12. Гільтенфінген (1618) 13. Горгау (2948) 14. Грабен (4017) 15. Гросайтінген (5218) 16. Егінген (1097) 17. Елльгау (1159) 18. Емерзаккер (1439) 19. Клостерлехфельд (2972) 20. Кляйнайтінген (1328) 21. Кутценгаузен (2506) 22. Кюленталь (838) 23. Лангвайд-а.Лех (8432) 24. Лангеннойфнах (1778) 25. Лангеррінген (3938) 26. Мікгаузен (1449) 27. Міттельнойфнах (1026) 28. Нордендорф (2525) 29. Обероттмарсгаузен (1736) 30. Унтермайтінген (7310) 31. Устерсбах (1171) 32. Шерштеттен (1088) |

Дані про населення наведені станом на 31 грудня 2020.